# Protecovasaurus
Protecovasaurus là một chi Archosauria sống vào thời kỳ Trias muộn tại miền tây nam Hoa Kỳ.